# دوغلاس تورنر (منافس ألعاب قوى)
دوغلاس تورنر (بالإنجليزية: Douglas Turner) هو منافس ألعاب قوى بريطاني، ولد في 2 ديسمبر 1966.

## وصلات خارجية
- دوغلاس تورنر على موقع الاتحاد الدولي لألعاب القوى (الإنجليزية)